# Série de pièces commémoratives américaines du 150e anniversaire des États-Unis
La série de pièces commémoratives américaines du 150e anniversaire des États-Unis comprend un demi-dollar et un quarter eagle (pièce d’or de 2,50 $) frappés en 1926 à la Monnaie de Philadelphie, à l’occasion du 150e anniversaire de l’indépendance américaine. L’avers du demi-dollar représente les portraits du premier président, George Washington, et du président en fonction en 1926, Calvin Coolidge, ce qui en fait la seule pièce américaine à représenter un président de son vivant.
Par la loi du Congrès de mars 1925, qui institue la commission nationale de l’exposition du sesquicentenaire, le Congrès autorise également l’achat d’un million de demi-dollars spécialement conçus et de 200 000 quarter eagles, destinés à être vendus au public à un prix supérieur à leur valeur faciale. La Commission a des difficultés à s’accorder sur un dessin avec le graveur en chef de la Monnaie, John R. Sinnock, et demande à John Frederick Lewis, avocat de Philadelphie, mécène des arts et numismate, de soumettre des esquisses. Celles-ci sont adaptées par Sinnock, sans qu’aucun crédit ne soit accordé à Lewis, dont la contribution ne serait généralement reconnue que quarante ans plus tard.
Le quarter eagle, conçu par Sinnock, ainsi que le demi-dollar sont frappés au nombre maximum autorisé, mais beaucoup sont renvoyés à la Monnaie pour être fondus, faute d’acheteurs. Le revers à la cloche de la Liberté du demi-dollar est ensuite réutilisé par Sinnock, de nouveau sans attribuer le mérite à Lewis, sur le demi-dollar Franklin, frappé pour la première fois en 1948.

## Contexte
Une législation pour une pièce commémorative marquant le 150e anniversaire de l’indépendance américaine est présentée au nom de la Commission nationale de l’exposition du sesquicentenaire des États-Unis (en), chargée d’organiser l'événement qui a lieu à Philadelphie. Avec la loi du 3 mars 1925, le Congrès crée officiellement la commission et autorise la frappe d’un million de demi-dollars et de 200 000 quarter eagles en commémoration de l’indépendance américaine. Ces pièces doivent être vendues uniquement à la Commission, à leur valeur faciale ; celle-ci peut ensuite les revendre au public avec une prime. Les bénéfices doivent servir au financement de l’exposition.
La version initiale du projet de loi, présentée à la Chambre des représentants le 16 février 1925 par le député de Pennsylvanie George P. Darrow (en) et au Sénat par le sénateur George W. Pepper (en), prévoit une pièce d’or de 1,50 $ pour le 150e anniversaire, des demi-dollars commémoratifs et un billet de 1 $ en l’honneur de la Déclaration d’indépendance,. Une audition a lieu deux jours plus tard devant la commission de la Chambre sur les arts industriels et les expositions, au cours de laquelle le député Darrow affirme que les pièces d’or de 1,50 $ ne rencontreraient pas d’opposition ni du Trésor ni de la commission des monnaies, poids et mesures (en), mais il se trompe : le secrétaire au Trésor, Andrew W. Mellon, refuse de les soutenir. La Commission espère également obtenir des pièces commémoratives représentant l’agrandissement du pays grâce à des acquisitions comme la Louisiane ou l’annexion du Texas, mais ces projets ne sont pas retenus dans la version finale de la loi. Néanmoins, la commission continue à solliciter l’approbation du Congrès pour la pièce de 1,50 $ et les autres commémoratives proposées, au moins jusqu’en août 1925.
En mai, H. P. Caemmerer, secrétaire de la commission des beaux-arts, écrit à la Commission du sesquicentenaire pour demander quelles sont ses intentions concernant les pièces. N’ayant pas reçu de réponse, il écrit de nouveau à la fin août, cette fois à Milton Medary (en), membre de la commission des beaux-arts, pour s’enquérir des progrès réalisés. Medary répond que la commission du sesquicentenaire est en contact avec le nouveau graveur en chef de la Monnaie de Philadelphie, John R. Sinnock, mais que Sinnock n’a pas encore soumis de dessins satisfaisants.
Apparemment insatisfaite du travail de Sinnock, la Commission engage John Frederick Lewis pour réaliser des dessins. Lewis, président de l’académie des beaux-arts de Pennsylvanie de 1906 jusqu’à sa mort en 1932, est connu comme numismate, mais non comme artiste,. Le 8 décembre 1925, le directeur de la commission du sesquicentenaire, Asher C. Baker, transmet les esquisses de Lewis — très proches du futur demi-dollar — au président de la commission des beaux-arts, Charles Moore. Baker parle des « dessins pour les pièces » de Lewis, ce qui pourrait signifier qu’il a également soumis des esquisses pour le quarter eagle ; mais si tel est le cas, elles n’ont pas été conservées et n’ont pas été examinées par la commission des beaux-arts. Les dessins du demi-dollar sont approuvés par cette dernière, à condition que les esquisses soient transformées en modèles par un sculpteur compétent. Moore les transmet le 11 décembre au directeur de la Monnaie, Robert J. Grant. Les modèles en plâtre réalisés par Sinnock sont soumis à la commission des beaux-arts le 13 mars 1926 et sont sans doute approuvés, bien que la lettre d’approbation soit perdue.
Les esquisses de Sinnock pour le quarter eagle sont envoyées à la commission des beaux-arts le 27 février 1926, puis transmises au sculpteur Lorado Taft, membre de la commission, pour avis. Moore adresse son approbation à Grant le 26 mars, assortie de plusieurs recommandations, notamment que la devise E PLURIBUS UNUM, présente à l’avers dans les esquisses de Sinnock, et les rayons du soleil au revers, soient supprimés. Les rayons ne sont pas retirés et la devise est déplacée au revers. L’approbation des modèles intervient en avril, de nouveau avec quelques suggestions mineures.

## Dessin
L’avers du demi-dollar représente les bustes accolés de George Washington, premier président des États-Unis, et de Calvin Coolidge, président en 1926. Selon Anthony Swiatek et Walter Breen, « les deux sont des erreurs. Washington n’est pas président du Congrès continental en 1776, et le portrait de Coolidge est illégal. En vertu d’une loi du Congrès de 1866, aucune personne vivante ne peut figurer sur les monnaies ou billets des États-Unis ; mais cette loi est souvent violée, et le serait encore ». Bien que John R. Sinnock n’ait jamais auparavant conçu de pièce représentant un président, il a réalisé des médailles présidentielles sous la direction du graveur en chef George T. Morgan. D’autres Américains vivants, comme le sénateur de Virginie Carter Glass, sont apparus sur des pièces commémoratives, mais Coolidge demeure le seul président représenté sur une pièce américaine de son vivant. Le revers montre la cloche de la Liberté, ce qui fait du demi-dollar du sesquicentenaire la première pièce américaine à comporter une forme de publicité privée {{incise|en l’occurrence la légende Pass and Stow sur la cloche, en référence à l’ancienne société de John Pass et John Stow, qui la refondent après sa fissure en 1752,. Les initiales de Sinnock, « JRS », apparaissent à l’avers, sur le buste de Washington.
Swiatek et Breen décrivent l’avers du quarter eagle comme « très art déco ». On y voit la figure de la Liberté, coiffée d’un bonnet phrygien et tenant à la fois un parchemin symbolisant la Déclaration d’indépendance des États-Unis et une torche vraisemblablement inspirée de la Statue de la Liberté. Le revers représente l’Independence Hall, lieu de la signature de la Déclaration d’indépendance, avec le soleil levant derrière l’édifice. Les initiales de Sinnock se trouvent à droite, au-dessus de l’aile droite du bâtiment. L’historien numismatique Q. David Bowers fait remarquer que la représentation de l’Independence Hall ressemble fortement à celle du demi-dollar du bicentenaire, frappé un demi-siècle plus tard. Comme aucune aiguille d’horloge n’apparaît sur la tour de l’édifice représenté au revers du quarter eagle, il est impossible de déterminer l’heure indiquée, alors que, sur le demi-dollar du bicentenaire, l’heure est 3 h 0.
À l’insistance de la Commission du sesquicentenaire, les pièces sont frappées en très bas relief, ce qui donne des frappes de mauvaise qualité. Le marchand de monnaies et auteur numismatique Q. David Bowers estime que, « du point de vue de l’attrait esthétique, [le demi-dollar] se situe tout en bas de l’échelle de popularité, aux côtés du demi-dollar Monroe (en) de 1923-S ».
L’historien de l’art Cornelius Vermeule porte un jugement plus positif sur ces deux pièces. À propos de l’avers du demi-dollar, il loue ses qualités techniques, montrant que la Monnaie a retenu des leçons de ses précédentes tentatives de refonte des pièces. Il admire également le revers, qualifiant la cloche et les inscriptions de « joyaux de précision ». Pour l’avers du quarter eagle, avec sa figure d’une Liberté drapée debout sur un globe, Vermeule suggère que Sinnock « revient en partie à l’iconographie allégorique du XIXe siècle ». Toutefois, il juge l’allégorie de la Liberté trop évidente, avec son parchemin et sa torche, et note que Sinnock trouve finalement un usage plus approprié pour sa torche sur le dime Roosevelt. La figure elle-même, en dépit de ses habits classiques, « ressemble davantage à une flapper des années 1920. Son bonnet de tissu accentue encore cet effet », selon Vermeule. Quant au revers, Vermeule l’inscrit dans une tradition des représentations réalistes de monuments sur les monnaies américaines, tradition qui doit se poursuivre avec le nickel Jefferson.

## Distribution
Le premier demi-dollar du 150e anniversaire est frappé par le maire de Philadelphie, W. Freeland Kendrick (en), lors d’une cérémonie spéciale à la Monnaie de la ville le 19 mai 1926. La pièce est remise au président Coolidge lorsqu’il visite l’exposition et se trouve aujourd’hui à la bibliothèque et musée présidentiels Calvin Coolidge (en). Dans une lettre du 5 mai adressée au directeur de la Monnaie, Robert J. Grant, Lewis exprime (à tort) sa conviction que les mille premières pièces frappées portent une marque distinctive et propose qu’elle soit la lettre « K » pour Kendrick ; cela n'est pas fait.
La Monnaie de Philadelphie frappe 1 000 528 demi-dollars en mai et juin 1926 à la demande de la Commission, l’excédent par rapport au nombre autorisé étant réservé à l’inspection et aux essais de la commission d’analyse des États-Unis lors de sa réunion de 1927. Elle frappe également 200 226 quarter eagles en mai et juin, l’excédent étant lui aussi destiné à la Commission d’analyse. La pièce d’or est le deuxième quarter eagle commémoratif, après celui de l’exposition Panama–Pacific de 1915. Aucun autre or commémoratif, quelle qu’en soit la valeur faciale, n'est émis par la Monnaie avant 1984, année de l’émission d’une pièce de 10 $ pour les Jeux olympiques de Los Angeles.
L’Exposition du sesquicentenaire ouvre à Philadelphie le 1er juin 1926, financée en partie par cinq millions de dollars d’obligations émises par la ville. Beaucoup de pavillons ne sont pas achevés et les travaux de construction se poursuivent jusqu’à la fermeture de la foire. Néanmoins, de nombreuses expositions scientifiques, artistiques et commerciales sont présentées. La plupart des entreprises participantes perdent de l’argent, tout comme la ville, et selon Bowers, « dans les annales des foires et expositions aux États-Unis, l’événement du sesquicentenaire obtient une faible cote ».
Les ventes de pièces à l’exposition sont assurées par la Commission, tandis que celles par correspondance sont confiées à la Franklin Trust Company. Le demi-dollar est vendu 1 $, et le quarter eagle 4 $ ; cependant, ils se vendent mal et l’optimisme de la Commission, qui pense écouler la frappe totale, se révèle largement infondé. Bien que six millions de visiteurs fréquentent l’exposition, 859 408 du million de demi-dollars sont renvoyés à la Monnaie pour y être fondus. De même, 154 207 quarter eagles sur les 200 000 frappés sont retournés et fondus. Cette opération ne se fait pas d’un seul coup : 420 000 demi-dollars sont déjà renvoyés en janvier 1930, les autres le sont plus tard. Selon le marchand de monnaies B. Max Mehl, dans son ouvrage de 1937 sur les commémoratives, « Philadelphie, avec une population de plus de deux millions d’habitants… aurait pu et dû vendre un plus grand nombre de pièces ». L’auteur Arlie R. Slabaugh écrit en 1975 dans son livre sur le même sujet : « on nous a reproché notre complaisance à l’égard de notre indépendance et du mode de vie américain ces dernières années, à en juger par la vente de ces pièces, cela devait être bien pire en 1926 » !
Sinnock réutilise le revers pour le demi-dollar Franklin, frappé pour la première fois en 1948, l’année suivant sa mort. Les publications de la Monnaie et autres sources attribuent le mérite de la conception des deux pièces uniquement à Sinnock jusqu’à ce que Don Taxay publie en 1967 son ouvrage An Illustrated History of U.S. Commemorative Coinage, révélant la participation de Lewis. Taxay évoqua « l’ultime attribution volontairement erronée par la Monnaie de l’artiste ayant conçu le demi-dollar » et écrivit : « peut-être qu’après ces quarante ans, il est temps d’établir une nouvelle mention de crédit ». Bowers note : « Lewis et Sinnock devraient partager le mérite ».
Le Guide Book of United States Coins de R. S. Yeoman mentionne la participation des deux hommes et évalue le demi-dollar à 90 $, et le quarter eagle à partir de 450 $, bien que les pièces de meilleure qualité puissent se vendre plus cher. De nombreux exemplaires des deux pièces sont connus en état de circulation.

## Valeur numismatique
La valeur numismatique des pièces est façonnée par leur distribution effective et leur état de conservation actuel.
Le demi-dollar de 1926, dont 141 120 exemplaires sont distribués, est considéré comme l'une des pièces commémoratives classiques les plus difficiles à trouver dans les grades élevés de MS-65 et MS-66. Les données combinées des principaux services de certification (CAC (en), NGC (en), PCGS) au 1er août 2024 indiquent 827 exemplaires en MS-65 et 80 en MS-66, avec un seul spécimen rapporté en MS-67 mais non localisé. Cependant, de nombreux exemplaires de haute qualité sont souvent caractérisés par un manque de patine, présentant des couleurs variés ou des motifs s'apparentant davantage à des taches qu'à des embellissements. Les prix des demi-dollars de la plus haute qualité enregistrent une baisse significative depuis un pic en 2009, suggérant une surévaluation antérieure sur le marché des pièces commémoratives. Néanmoins, un ensemble exceptionnel de ces pièces, présentant la meilleure qualité visuelle ou le plus haut grade, pourrait encore atteindre une valeur d'un million de dollars,.
Le quarter eagle en or, bien qu'initialement frappé à 200 226 exemplaires, a vu 154 207 pièces retournées à la Monnaie pour être fondues, laissant une distribution effective de 46 019 exemplaires. Cette quantité en fait la pièce commémorative en or américaine la plus frappée avant les années 1980. On estime qu'environ la moitié des quarter eagles vendus subsistent aujourd'hui, soit environ 22 000 exemplaires toutes qualités confondues, dont environ 15 000 en condition non-circulée et 2 500 MS-65 ou mieux. Le quarter eagle de 1926 est généralement onsidéré comme une option abordable parmi les commémoratives en or classiques et est facilement disponible sur le marché. Une proportion notable, environ un tiers des exemplaires connus, présente des signes d'usure de circulation, se trouvant fréquemment dans des grades allant de Very Fine à About Uncirculated. Les prix des pièces jusqu'au grade MS-64 sont principalement influencés par le marché du métal précieux, tandis que ceux des exemplaires de qualité MS-65 et supérieure sont déterminés par leur rareté et la demande des collectionneurs. Les prix pour le quarter eagle ont atteint des niveaux bas sur plusieurs décennies, avec des exemplaires MS-66 se négociant autour de 4 500 $ et des MS-66+ autour de 12 500 $ début 2021. Un seul exemplaire connu en MS-67 est vendu pour 41 400 $ en 2000,.